# Aleksandr Nowak
Aleksandr Walentinowicz Nowak (ros. Александр Валентинович Новак, ur. 23 sierpnia 1971 w miejscowości Awdijiwka, Ukraińska SRR) – rosyjski polityk, od 10 listopada 2020 Zastępca Przewodniczącego Rządu Federacji Rosyjskiej (Wicepremier) – do spraw rozwoju gospodarczego i kompleksu paliwowo-energetycznego; kurator Północnokaukaskiego Okręgu Federalnego.
Bezpartyjny